# Non vale tutto
Non vale tutto è un album del cantautore italiano Niccolò Agliardi pubblicato nel marzo 2011.

## Tracce
Testi e musiche di Niccolò Agliardi.
1. Rumore in fondo – 4:09
2. Mi manca da vicino – 3:38
3. Ai piedi dell'arcobaleno – 3:32
4. Qualcosa vicino all'amore – 3:26
5. Non vale tutto – 3:37
6. Quattro quarti – 3:28
7. Buoni propositi – 3:29
8. Più musica e meno testo (ft. Elisa) – 3:32
9. Resto – 3:10
10. L'ultimo giorno d'inverno – 4:45
11. Perfetti – 4:03
12. Non vale tutto – 3:21
13. Last minute – 3:52
14. L'ultimo giorno d'inverno (seconda versione) – 4:39

Durata totale: 52:41

## Formazione
- Niccolò Agliardi – voce
- Matteo Bassi – basso
- Elvezio Fortunato – chitarra acustica, chitarra elettrica
- Luca Scarpa – pianoforte
- Andrea Tomesani – basso, contrabbasso
- Fabio Serri – organo Hammond, pianoforte, Fender Rhodes
- Max Elli – basso, chitarra acustica, chitarra elettrica, chitarra classica, pianoforte
- Ermanno Facchi – percussioni
- Andrea Polidori – batteria
- Simone Bertolotti – glockenspiel, programmazione, tastiera, organo Hammond, kalimba, pianoforte, celeste
- Andrea Fontana – batteria, percussioni, kalimba
- Mattia Tedesco – chitarra acustica, chitarra elettrica, ukulele
- Tommy Ruggero – percussioni
- Andrea Rigonat – chitarra acustica, chitarra elettrica
- Andrea Di Cesare – violino, viola
- Davide Brambilla – fisarmonica, tromba
- Virginio, Stefano Signoroni, Viviana Colombo, Gigi Fazio, Lorenzo Biagiarelli – cori